# Raïon de Porkhov
Le raïon de Porkhov (en russe : По́рховский райо́н) est un district administratif et municipal (raïon), l'une des vingt-quatre subdivisions administratives de l'oblast de Pskov, en Russie. 

## Description
Il est situé dans les parties centrale et nord-est de l'oblast et borde le raïon de Strougui-Krasnie[Quoi ?] au nord, le raïon de Soletsk de l'oblast de Novgorod au nord-est, le raïon de Dno à l'est, le raïon de Dedovitchi au sud-est, le raïon de Novorjev au sud, le raïon d'Ostrov au sud-ouest et le raïon de Pskov à l'ouest. La superficie du raïon est de 3 190 kilomètres carrés. 
Son centre administratif est la ville de Porkhov. Sa population s'élève à 21 568 selon un recensement de 2010. La population de Porkhov représente 49,2 % de la population totale du raïon.